# Nagoya Grampus
El Nagoya Grampus (名古屋グランパス Nagoya Guranpasu?), anteriormente conocido como Nagoya Grampus Eight (名古屋グランパスエイト Nagoya Guranpasu Eito?), es un club de fútbol japonés que juega en la J1 League. Está situado en Nagoya, en la prefectura de Aichi y fue fundado en 1939 como el equipo de la compañía Toyota. Es uno de los diez clubes fundadores de la liga de fútbol profesional japonesa. Disputa sus partidos como local en el Estadio Toyota.

## Historia

### Toyota Motor SC (1939-1991)
El equipo fue fundado en 1939 con el nombre de Toyota Motor Soccer Club, como parte de la empresa Toyota. En 1972 pasó a ser uno de los equipos fundadores de la segunda división de la semiprofesional Japan Soccer League (JSL), consiguiendo el ascenso.

### Nagoya Grampus (1992-actualidad)
Cuando se decidió crear un campeonato profesional en Japón, el equipo de Toyota fue uno de los diez primeros en inscribirse. Adoptó el nombre de Nagoya Grampus Eight; el término Grampus es una referencia a uno de los símbolos más destacados de Nagoya: los dos delfines Grampus de oro en la parte superior del Castillo de Nagoya (que puede ser descrito con más precisión como shachihoko, una criatura mitológica del folclore local), mientras que el Eight (ocho en inglés) deriva de la bandera de la ciudad de Nagoya cuyo símbolo se asemeja al 8 en japonés (八) . En 2008 pasaron a ser simplemente Nagoya Grampus.
Las primeras temporadas no fueron positivas, ya que en 1993 y 1994 terminó en las últimas posiciones. Sin embargo el equipo mostró una gran mejoría con la llegada de Arsène Wenger como técnico y jugadores como Gary Lineker y Dragan Stojković ganando en 1995 la prestigiosa Copa del Emperador. Al año siguiente, el equipo fue subcampeón en la J1 League.
Fue uno de los clubes más beneficiados por la desaparición de Yokohama Flügels, ya que la mayoría de sus estrellas ficharon por el equipo de la prefectura de Aichi. Con jugadores como Seigo Narazaki o Motohiro Yamaguchi y una potente delantera formada por Wagner Lopes y Ueslei, el club supo consolidarse y logró terminar en las posiciones altas de la Liga. En 1999 consiguieron su segunda Copa del Emperador.
Tras superar un bache en el año 2005 al terminar en decimocuarta posición, tuvo que reconstruir su equipo. Con la llegada al banquillo de Dragan Stojković en el año 2008, el equipo consiguió el tercer puesto. En 2010, el club consiguió su primer campeonato de liga, 3 fechas antes de la finalización del torneo y con Joshua Kennedy como máximo artillero. Este título ayudaría a que al año siguiente el equipo vuelva a campeonar, consiguiendo la Supercopa Japonesa al vencer al Kashima Antlers, último ganador de la copa del emperador.
En 2016 el club escribió el capítulo más negro de su historia, tras una pésima temporada el equipo descendió por primera vez a segunda división. Al año siguiente, y bajo la dirección de Yahiro Kazama, Nagoya Grampus volvería a primera división luego de empatar 0-0 frente al Avispa Fukuoka en la final del PlayOff por el ascenso, el empate sirvió gracias a conseguir una posición más alta durante la temporada regular.
En mayo de 2019 el club anunció que en lo que va del año se registraron un total de 27.157 socios, siendo un nuevo récord para el Grampus desde su fundación.
En el 2020 y de la mano de Massimo Ficcadenti el equipo logró una de sus mejores temporadas en años y alcanzó el tercer puesto en la liga clasificándose a la Liga de Campeones de la AFC tras 9 años. Además ese año fue el equipo que más hinchas llevó a la cancha durante la temporada (algo que ya había logrado en 1995).
El 30 de octubre de 2021 pone fin a una racha negativa de 11 años sin títulos al conquistar la Copa J. League venciendo en la final al Cerezo Osaka por 2-0, con goles de Naoki Maeda y Sho Inagaki.
En 2022 el club vuelve a romper su récord de Socios llegando a los 30.070 miembros.
En enero de 2023 Nagoya Grampus anunció el "Socio Project" mediante el cual socios, hinchas, sponsors y diseñadores decidirían el nuevo escudo de la institución. El nuevo escudo fue finalmente presentado en diciembre del mismo año y tuvo buen recibimiento entre los hinchas.
En 2024 se volvió a superar el récord de socios, llegando a 33.872 miembros, demostrando el gran apoyo que el equipo el equipo.
El 2 de noviembre de 2024, en el Estadio Nacional de Tokio, el club logró su quinta estrella al vencer por penales 5-4 al Albirex Niigata tras empatar el partido 3-3.

## Estadio
El campo principal de Nagoya es el Estadio de Atletismo Mizuho, con capacidad para 27.000 espectadores y césped natural. En caso de que el club juegue partidos con una mayor afluencia de público, disputan el partido en el Estadio Toyota que cuenta con una capacidad de 45.000 espectadores.
El 12 de diciembre de 2020 se jugó el último partido en el estadio Mizuho el cual estará en trabajo de remodelación hasta el año 2026. El club será, hasta entonces, solo local en el Toyota.

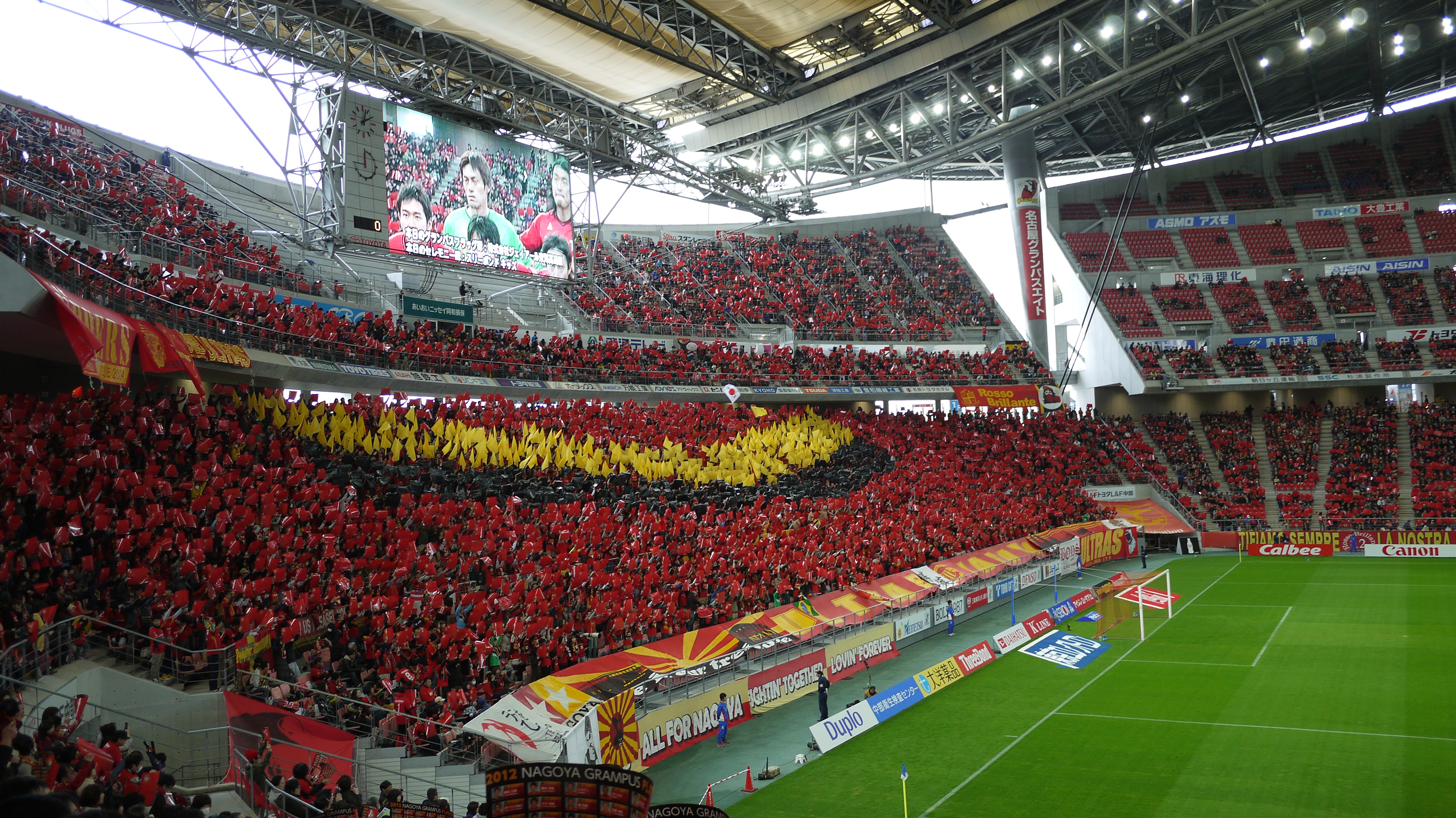
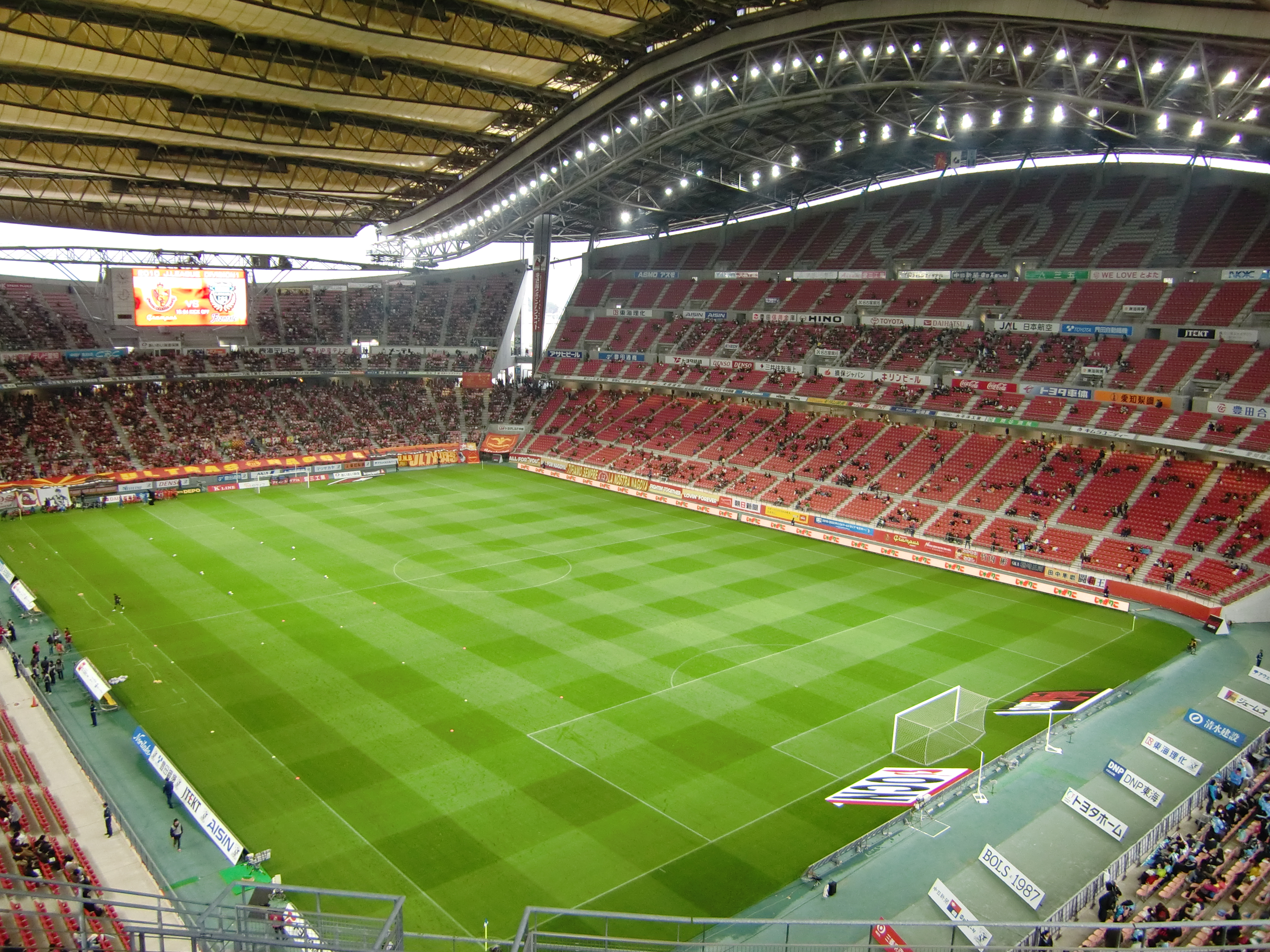
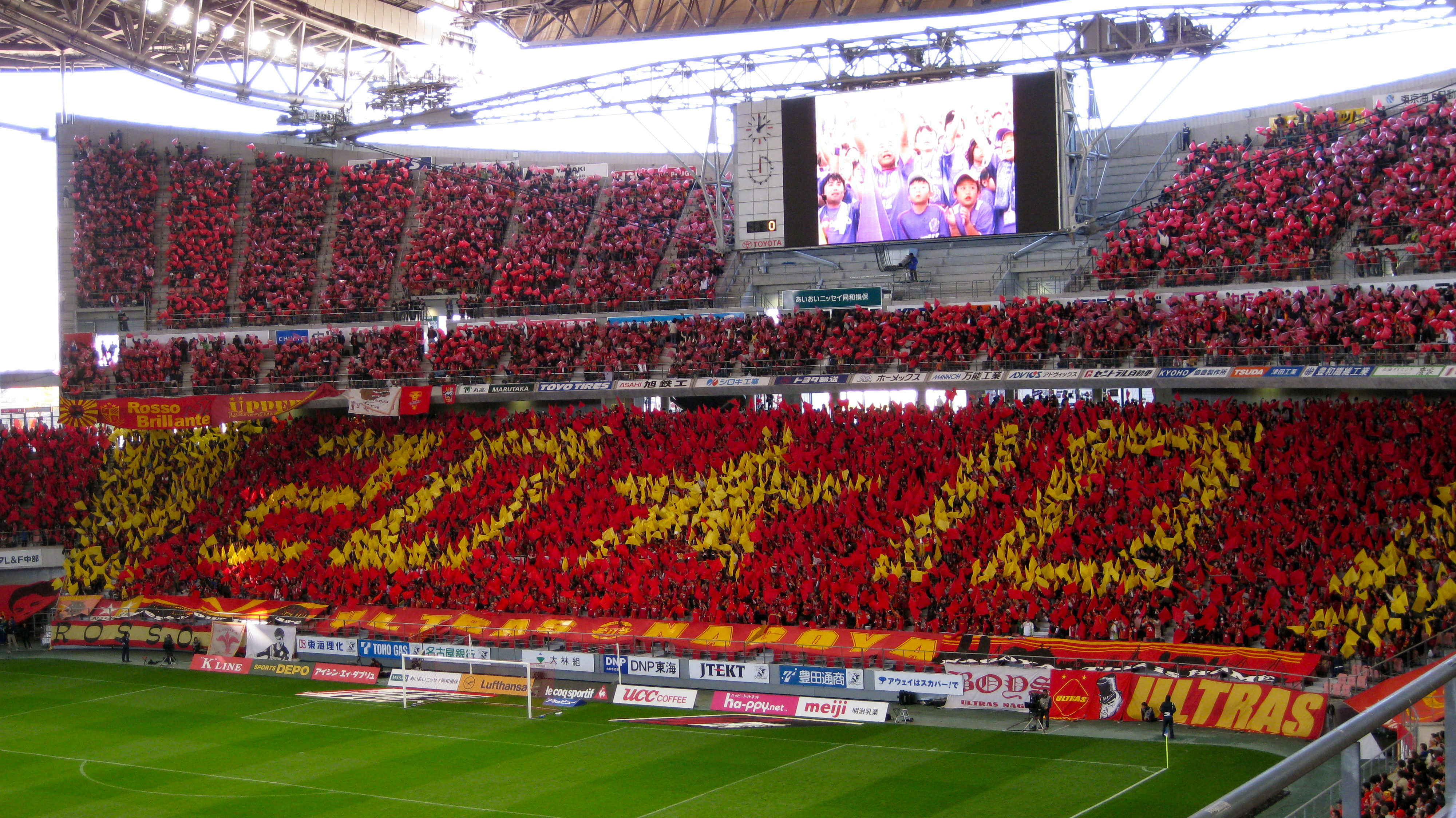

## Palmarés

### Nagoya Grampus
| Competición nacional     | Títulos    | Subcampeonatos |
| ------------------------ | ---------- | -------------- |
| J1 League (1/2)          | 2010       | 1996, 2011     |
| Copa del Emperador (2/1) | 1995, 1999 | 2009           |
| Copa J. League (2/0)     | 2021, 2024 |                |
| Supercopa de Japón (2/1) | 1996, 2011 | 2000           |

### Toyota Motor SC (era amateur)
| Competición nacional                 | Títulos    | Subcampeonatos       |
| ------------------------------------ | ---------- | -------------------- |
| Copa Nacional Amateur Japonesa (2/1) | 1968, 1970 | 1967                 |
| Copa Konica (1/0)                    | 1991       |                      |
|                                      |            |                      |
| Japan Soccer League Div. 2 (1/2)     | 1972       | 1986-1987, 1989-1990 |

### Otros logros
| - Copa Suntory: 1996 - Copa Sanwa Bank: 1997 - Toyota Premier Cup: 2013 |

## Jugadores

### Jugadores en préstamo
| Prestados | Prestados | Prestados | Prestados | Prestados | Prestados     |
| N.º       | Nac.      | Pos.      | Nombre    | Edad      | Último equipo |
| --------- | --------- | --------- | --------- | --------- | ------------- |

## Entrenadores

### Era profesional
| Entrenador         | País                | Periodo                    |
| ------------------ | ------------------- | -------------------------- |
| Ryuzo Hiraki       | Japón               | 1992-93                    |
| Gordon Milne       | Inglaterra          | 1994                       |
| Tetsuro Miura      | Japón               | Noviembre 1994 (Interino)  |
| Arsène Wenger      | Francia             | 1995-96                    |
| José Alberto Costa | Portugal            | Septiembre 1996 (Interino) |
| Carlos Queiroz     | Portugal            | Octubre 1996-97            |
| Koji Tanaka        | Japón               | Noviembre 1997-99          |
| Daniel Sanchez     | Francia             | Abril de 1999              |
| Mazarópi           | Brasil              | Agosto de 1999             |
| João Carlos        | Brasil              | Septiembre 1999-01         |
| Tetsuro Miura      | Japón               | Agosto de 2001             |
| Zdenko Verdenik    | Eslovenia           | 2002-03                    |
| Nelsinho           | Brasil              | Agosto 2003-05             |
| Hitoshi Nakata     | Japón               | Octubre 2005 (Interino)    |
| Sef Vergoossen     | Países Bajos        | 2006-07                    |
| Dragan Stojković   | Serbia              | 2008-13                    |
| Akira Nishino      | Japón               | 2014-15                    |
| Takafumi Ogura     | Japón               | Noviembre 2015-16          |
| Boško Gjurovski    | Macedonia del Norte | Agosto 2016 (Interino)     |
| Yahiro Kazama      | Japón               | 2017-19                    |
| Massimo Ficcadenti | Italia              | septiembre de 2019-2021    |
| Kenta Hasegawa     | Japón               | 2022-Act.                  |

## Rivalidades
Derbi de Tokai
El derbi entre los clubes más representativos de Shizuoka y Aichi, se consideran dentro de este derbi los encuentros entre el Júbilo Iwata o el Shimizu S-Pulse contra el Nagoya Grampus.
Derbi de Meigi 
El derbi de Meigi (名岐ダービー), también conocido como derbi de Nobi (濃尾ダービー), derbi de Tokai (東海ダービー) o derbi de Kisogawa (木曽川ダービー), es el enfrentamiento entre el Nagoya Grampus (representante de la prefectura de Aichi) y el FC Gifu (representante de la prefectura de Gifu).

## Divisiones inferiores
En diciembre de 2010, se firmó un acuerdo de cooperación para el desarrollo de jugadores con la Real Sociedad, de LaLiga Española.
El famoso defensor Maya Yoshida se formó en las inferiores del club.
Actualmente la denominada "academia" cuenta con las siguientes categorías y títulos: 

#### U18
- J Youth Cup (2): 2011, 2019
- Japan Club Youth Football Championship (2): 2019, 2021
- JFA Prince League (1): 2008

#### U15
- Japan Club Youth Football Championship (1): 2008
- Prince Takamado Japan Football Championship (2): 1999, 2010

#### U12
- JFA Japan Football Championship (1): 2009

## Cultura popular
En el manga Capitán Tsubasa, el arquero Ken Wakashimazu pasó a ser jugador del Grampus luego del cierre del Yokohama Flügels, como curiosidad lo mismo pasó en la vida real con el portero de la selección japonesa y titular del Flügels en ese entonces, Seigo Narazaki. 
En 2013, el creador de Capitán Tsubasa, Yoichi Takahashi, dibujó al personaje Aoi Shingo con la camiseta del Grampus como homenaje a los 20 años de la Jleague.
En el manga y anime Giant Killing de Masaya Tsunamoto,  el Club aparece como Nagoya Grand Palace.
En el anime Yatogame-chan Kansatsu Nikki se nombra tanto al club, como al estadio mizuho y a la mascota, Grampus Kun, incluso se menciona el descenso de 2016.
En el 2018 se realizó una colaboración con el popular grupo idol SKE48 (también originario de Nagoya) nombrando al grupo como aficionadas oficiales del club.
En el 2020 se inauguró un pub temático del club en colaboración con la famosa cadena de bares HUB, ubicado junto a la TV Tower de Nagoya en pleno centro de la ciudad.